# Luigi Picchianti
Luigi Picchianti (Florència, 20 d'agost de 1786 - 29 d'octubre de 1864) fou un guitarrista i compositor italià del Romanticisme. Des de molt jove mostrà molta disposició per la músic, i estudià contrapunt en l'Acadèmia de Belles Arts de Florència. Malgrat el seu talent, mai li va somriure la fortuna; a l'edat de seixanta sis anys se'l nomenà professor de contrapunt de l'Escola Musical de la seva ciutat nadiua, i al reorganitzar-se aquella convertint-se en Institut Musical, li fou confiada a Picchianti la càtedra d'història i estètica de l'art. Va compondre especialment obres per a guitarra, entre elles: una gran sonata, preludis estudis, temes diversos, aires populars amb acompanyament de guitarra, etc.
Entre les seves altres composicions figuren: 
- Principi generali e racionali della musica teorico-pratica (Florència, 1834);
- Notizie della vita e delle opere di Luigi Cherubini (Florència, 1843);
- La scienza dell'armonia e le regole dell'accompagnamento, Saggio di studi ai composizione musicale... (Florència, 1852);
- Regole elementari per imperar suonare la chitarra francese, intorno all'Histoire de la musique et de la dance, par J. Adrien de la Fage, cenni critivi (Milà, 1845):
- Memoria ai signori professori sopra una questione di musica, i Disma Ugolini, biografia.

També és autor d'un mètode de guitarra, i col·laborà a la Gazzetta Musicale di Milano.